# Guðlaugur Arnarsson
Guðlaugur Arnarsson (* 7. Oktober 1978 in Reykjavík) ist ein ehemaliger isländischer Handballspieler, der aktuell als Handballtrainer tätig ist.
Guðlaugur Arnarsson debütierte für Fram Reykjavík in der ersten isländischen Liga. 2005 wechselte er dann zum AC Fylkir Reykjavík. Dort war Arnarsson Kapitän und führte sein Team in der Spielzeit 2006 auf den dritten Platz der Meisterschaft. Nach Ende der isländischen Saison wurde der Rückraumspieler im Oktober 2006 von Alfreð Gíslason, Trainer des deutschen VfL Gummersbach und gleichzeitig isländischer Nationaltrainer, als Ersatz für den verletzten Sverre Andreas Jakobsson ausgeliehen. Dort half er bis Januar 2007 in Meisterschaft und EHF Champions League aus. Nach einem halben Jahr in Reykjavík schloss er sich im Sommer 2007 dem schwedischen Erstligisten HK Malmö an, wo er ein Jahr blieb, ehe er 2008 beim dänischen Erstligisten FCK Håndbold unterschrieb. Im Sommer 2009 schloss er sich dem isländischen Erstligisten KA Akureyri an. Nach der Saison 2011/12 beendete er bei Akureyri seine Karriere, jedoch gab er dort von November bis Dezember 2012 ein kurzes Comeback.
Guðlaugur Arnarsson hat in seiner Karriere drei Spiele für die isländische Nationalmannschaft bestritten.
Schon während seiner aktiven Karriere trainierte Guðlaugur Arnarsson die Damenmannschaft von KA/Þór. Diese Trainertätigkeit beendete er im Mai 2012. Im Sommer 2013 nahm er das Traineramt der Herrenmannschaft von Fram Reykjavík an.